# Ruuddewild.nl
Ruuddewild.nl was een Nederlands radioprogramma en werd gepresenteerd door Ruud de Wild.

## Zenders
Het programma was van woensdag 1 september 1999 tot en met vrijdag 28 mei 2004 iedere werkdag van 16:00 tot 18:00 uur te horen op de publieke popzender 3FM. Het programma was de opvolger van Somertijd en was aanvankelijk een co-productie van BNN en de TROS. Een jaar later (september 2000) trok de TROS zich terug. Op vrijdag 28 mei 2004 maakte De Wild de laatste uitzending van het programma op 3FM. Sidekicks op 3FM waren Jeroen Kijk in de Vegte en Sander de Heer.
Vanaf maandag 14 juni 2004 was het programma iedere maandag tot en met donderdag van 16:00 tot 19:00 uur te horen op Radio 538. Het format van het programma wijzigde enigszins. Bij 3FM wekte het programma een 'chaotische' indruk, waarbij bijvoorbeeld over nummers heen gesproken werd. Op Radio 538 gebeurde dit niet meer en werden, mede door de onderbrekende reclameblokken, meer platen per uur gedraaid. Op 3FM lag de nadruk op gesprekken met luisteraars en vreemde radiospelletjes, terwijl bij Radio 538 vooral met bekende mensen en met hen die het nieuws haalden werd gebeld. Later werd het programma echter weer wat chaotischer en kwam de oude stijl wat terug, zoals de spelletjes en het door platen praten. Op 25 oktober 2007 verdween het programma van de zender. Al sinds augustus van dat jaar werd het niet meer gepresenteerd door De Wild, maar door Lindo Duvall, die na het vertrek van De Wild het tijdslot kreeg toegewezen.
In december 2007 werd bekendgemaakt dat De Wild vanaf 10 maart 2008 aan de slag ging bij Q-music, alwaar hij de ochtendshow samen met Jeroen Kijk in de Vegte ging presenteren. Aanvankelijk heette deze show ruuddewild.nl, maar in augustus 2009 werd de naam veranderd.
Per oktober 2010 ging De Wild weer aan de slag bij Radio 538 en daarmee keerde het programma weer terug. Van 26 maart 2012 tot oktober 2013 werd ruuddewild.nl ook deels uitgezonden op TV 538. Vanaf 2 juni 2014 werd de show volledig uitgezonden op 538 Visual Radio. Hierin waren de studiobeelden te zien en tijdens de muziek werd vaak de bijbehorende videoclip getoond.
Op 3 februari 2015 werd bekend dat het tijdslot 16:00-19:00 uur op Radio 538 vanaf 15 augustus 2015 wordt overgenomen door de dj's Coen Swijnenberg en Sander Lantinga.. Ruud de Wild besloot al op 30 april 2015 zijn laatste uitzending te maken van ruuddewild.nl op Radio 538.

## Sidekicks
Ruud de Wild presenteerde het programma jarenlang met twee sidekicks. Op Q-music presenteerde hij het programma alleen met Jeroen Kijk in de Vegte. Vanaf 2013 had het programma, na het vertrek van Niek van der Bruggen, ook weer één sidekick.
Sidekick 1:
- Jeroen Kijk in de Vegte (1999-2004, 2008-2009)
- Jelte van der Goot (2004-2007, 2010-2015)

Sidekick 2:
- Sander de Heer (1999-2003)
- Astrid de Jong (2003-2004)
- Tamara Brinkman (2004-2005)
- Kimberly van de Berkt (2006-2007)
- Niek van der Bruggen (2010-2013)

Vaste vervanger:
- Dave Minneboo (2012)
- Ivo van Breukelen (2015)

## Nieuwslezers
- Jasmijn van Dijk (2010-2012 hoofdnieuwslezer; 2012-2013 invaller)
- Margriet Wesselink (2009-2010)
- Hannelore Zwitserlood (2010-2012 invaller; 2012-2015 hoofdnieuwslezer)
- Tamara Bok (2012-2013)
- Renee Postma (2013-2015 invaller)

## Producers
- Martijn Zuurveen (2008-2009)
- Jelte van der Goot (2004-2007, 2010-2015)
- Thom Bleeker (2014-2015)

## Moord op Pim Fortuyn
Op maandag 6 mei 2002 werd politicus Pim Fortuyn voor de deur van de 3FM studio's doodgeschoten. De Wild, sidekicks Jeroen Kijk in de Vegte, Sander de Heer en radio-producer Merel van Dijk waren getuige. De volgende dag ging de uitzending van ruuddewild.nl gewoon door, maar al snel bleek de impact van deze gebeurtenis op De Wild erg groot. Hij was daarop een tijd lang niet op 3FM te horen.

## Prijzen
- Marconi Award categorie 'Beste Amusementsprogramma' (2002).